# Orrträsket (Stensele socken, Lappland)
Orrträsket är en sjö i Storumans kommun i Lappland och ingår i Umeälvens huvudavrinningsområde. Sjön har en area på 1,15 kvadratkilometer och ligger 333,1 meter över havet.

## Delavrinningsområde
Orrträsket ingår i det delavrinningsområde (722179-158714) som SMHI kallar för Utloppet av Orrträsket. Medelhöjden är 375 meter över havet och ytan är 9,47 kvadratkilometer. Det finns inga avrinningsområden uppströms utan avrinningsområdet är högsta punkten. Vattendraget som avvattnar avrinningsområdet har biflödesordning 5, vilket innebär att vattnet flödar genom totalt 5 vattendrag innan det når havet efter 238 kilometer. Avrinningsområdet består mestadels av skog (73 procent). Avrinningsområdet har 1,37 kvadratkilometer vattenytor vilket ger det en sjöprocent på 14,4 procent.